# Telaranea indica
Telaranea indica là một loài rêu tản trong họ Lepidoziaceae. Loài này được (S.C. Srivast. & P.K. Verma) A.E.D. Daniels & P. Daniel mô tả khoa học lần đầu tiên năm 2007.